# Катастрофа Як-40 в Ташкенте (1987)
Катастрофа Як-40 в Ташкенте в 1987 году — авиационная катастрофа, произошедшая ранним пятничным утром 16 января 1987 года в Ташкентском аэропорту Южный. Авиалайнер Як-40 Ташкентского ОАО авиакомпании «Аэрофлот» выполнял плановый почтово-грузовой рейс У-505 по маршруту Ташкент—Шахрисабз, но через 11 секунд после вылета из Ташкентского аэропорта Южный лайнер резко накренился влево и потерял управление. Через несколько секунд нахождения в таком состоянии лайнер рухнул на землю на территории аэропорта и полностью разрушился. Погибли все 9 человек на борту самолёта — 4 пассажира и 5 членов экипажа.

## Самолёт
Як-40 с бортовым номером СССР-87618 (заводской — 9131918, серийный — 18-19) был выпущен Саратовским авиационным заводом 22 июля 1971 года и передан МГА СССР, которое направило его в Ташкентский авиаотряд Узбекского управления гражданской авиации, где он начал эксплуатироваться 6 августа. На момент катастрофы самолёт имел 17 132 часа налёта и 20 927 посадок.

## Экипаж
Як-40 пилотировал экипаж из 219-го лётного отряда, в состав которого входил:
- Командир воздушного судна (КВС) — Юнусбеков Т.
- Второй пилот — 30-летний Струнин Валерий Александрович. Родился 27 апреля 1956 года в Ургенче, УзССР, в Ташкенте проживал с 1967 г. на 14-квартале Чиланзара, в 1976 году окончил Сасовское лётное училище гражданской авиации
- Бортмеханик — Давыдов Р. Ф.

В салоне авиалайнера работала стюардесса Куликова Т. А.

## Катастрофа

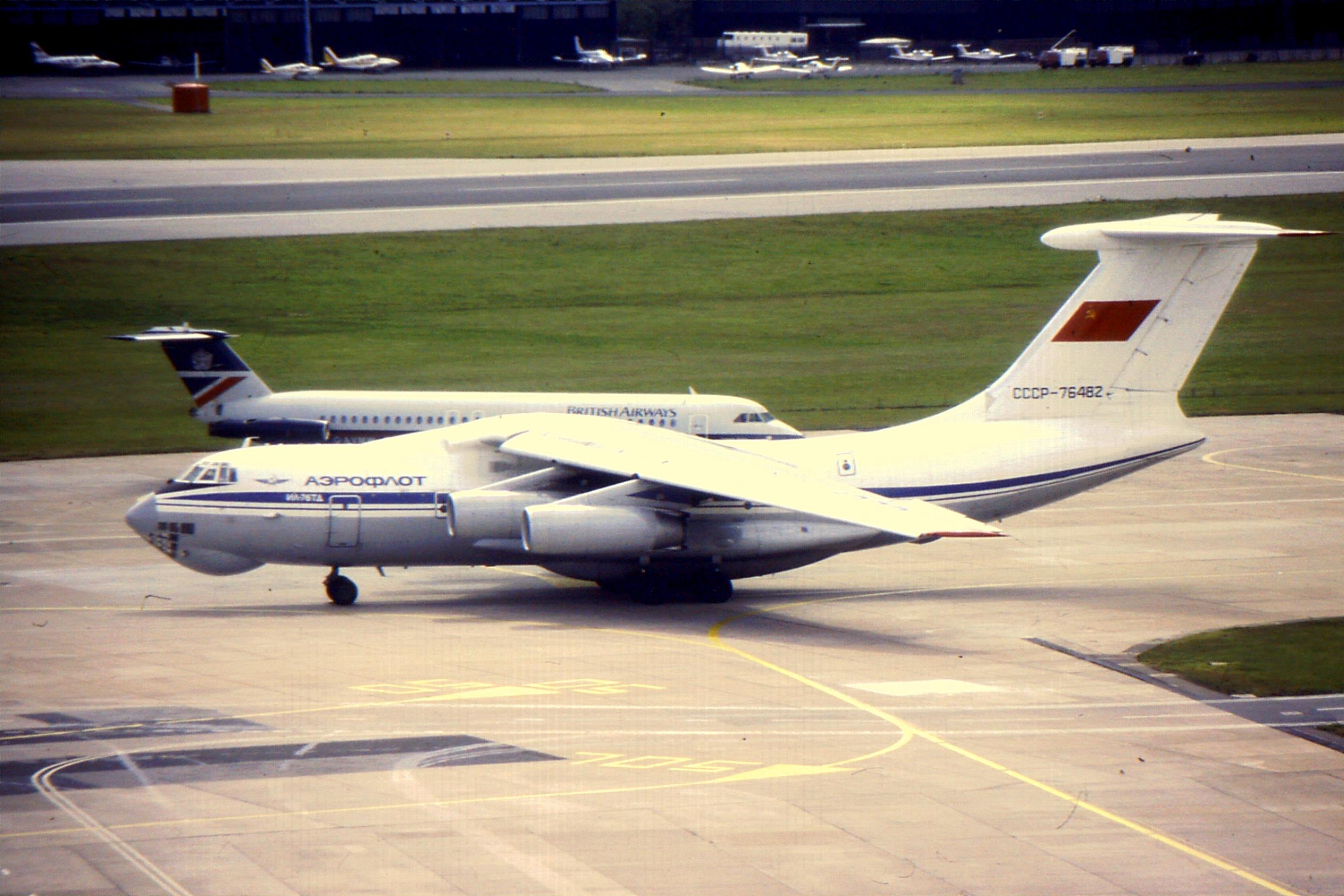
Ил-76ТД борт СССР-76482

16 января 1973 года Як-40 борт СССР-87618 предстояло совершить почтово-грузовой рейс У-505 из Ташкента в Шахрисабз. На борт было загружено 1200 килограммов почты и 35 килограммов ручной клади, а в салоне разместились 4 пассажира. Взлётный вес самолёта составлял 14,4 тонн, то есть в пределах нормы.
Загрузка самолёта производилась относительно медленно и была закончена лишь в 06:00 местного времени (05:00 МСК), тогда как вылет самолёта по расписанию был в 05:55. Спеша с вылетом, экипаж провёл запуск самолёта и все необходимые технологические операции за полторы минуты вместо положенных пяти. После этого самолёт начал руление к ВПП 08 левая по рулёжной дорожке (РД) 03.
В 06:09 с ВПП начал разгон от рулёжной дорожки 02 самолёт Ил-76ТД (борт СССР-76482), который промчался мимо РД 03 в 06:09:40 и вскоре оторвался от полосы. Почти сразу после этого (06:09:47) экипаж Як-40 связался с диспетчером и запросил разрешение на занятие исполнительного старта от РД 03. После получения разрешения самолёт выехал на ВПП, после чего экипаж, в нарушение РЛЭ, не стал останавливаться, а сразу установил РУДы на взлётный режим. 06:10:53 скорость Як-40 достигла 180 км/ч (97,2 узла), а в 250 метрах от торца ВПП при скорости 195 км/ч (105,3 узла) он оторвался от земли, летя по магнитному курсу 77°. В 06:10:58 экипаж убрал шасси.
Разгон по полосе и начало взлёта прошли нормально, но в 06:11:04 при скорости 230 км/ч (124,2 узла) и в 15—20 метрах над землёй самолёт неожиданно начал быстро входить в левый крен. Экипаж попытался исправить ситуацию, но крен продолжал быстро расти, а самолёт начало уводить влево. Всего через несколько секунд, в 06:11:10 при положении крыльев близком к вертикальному, самолёт при курсе 53° и скорости 255 км/ч ударился о землю левым полукрылом, а ещё через 5 секунд (06:11:15) в 13 с половиной метрах левее полосы в землю врезался фюзеляж, после чего самолёт разрушился и взорвался.
Обломки авиалайнера разбросало по площади 244 на 67 метров. Все 9 человек (5 членов экипажа и 4 пассажира) на борту погибли.

## Причины
Як-40 взлетал за Ил-76 с интервалом всего 1 минута 15 секунд. При расследовании причины катастрофы комиссией было выявлено, что несмотря на противодействие элеронами, крен рос со скоростью до 20° в секунду, то есть без противодействия он рос бы уже со скоростью более 27° в секунду. Ветер в тот день был слабым, около 1 м/с, из чего был сделан вывод, что такое поведение самолёта Як-40 можно объяснить лишь попаданием в спутную струю от гораздо более тяжёлого Ил-76, взлетевшего с той же ВПП всего за 1 минуту 15 секунд до Як-40. Одной из причин этого стала инструкция ташкентского аэропорта, которая устанавливала минимальный интервал между последовательными взлётами всего 1 минуту без учёта класса взлетающих самолетов. Попав в сохранявшиеся к тому времени мощные воздушные завихрения, относительно небольшой Як-40 быстро потерял управляемость и разбился.